# Titanopuga salinarum
Genre
Espèce
Titanopuga salinarum, unique représentant du genre Titanopuga, est une espèce de solifuges de la famille des Ammotrechidae.

## Distribution
Cette espèce est endémique d'Argentine. Elle se rencontre dans les provinces de Córdoba et de Santiago del Estero.

## Description
Le mâle holotype mesure 19,71 mm et la femelle paratype 21,11 mm.

## Systématique et taxinomie
Cette espèce a été décrite par Iuri en 2021.
Ce genre a été décrit par Iuri en 2021 dans les Ammotrechidae.

## Étymologie
Son nom d'espèce lui a été donné en référence au lieu de sa découverte, les Salinas Grandes.

## Publication originale
- Iuri, Ramírez, Mattoni & Ojanguren-Affilastro, 2021 : « Revision and cladistic analysis of subfamily Nothopuginae (Solifugae, Ammotrechidae). » Zoologischer Anzeiger, vol. 295, p. 126-155.